# Мера Лебега
У математици, мера Лебега, је стандардан начин за додељивање дужине, површине или запремине подскуповима Еуклидског простора. Добила је име по француском математичару Анрију Лебегу. Користи се у реалној анализи, у дефинисању Лебегове интеграције. Скупови којима се може придружити запремина се називају Лебег мерљивим; запремина или мера Лебег мерљивог скупа A се означава са λ(A). Дозвољава се да скуп буде Лебег мере ∞.
Уз претпоставку аксиоме избора, нису сви подскупови од  Лебег мерљиви, нити се може на скупу свих подскупова овог простора дефинисати мера која би задовољавала уобичајене аксиоме укључујући и σ-адитивност. Необично понашање немерљивих скупова доводи до контраинтуитивних исказа као што је парадокс Банаха-Тарског, који представља последицу аксиоме избора.
Унутар интеграла по Лебегу, мера Лебега се често означава са {\displaystyle \mathrm {d} x}, али ово не треба мешати са другачијим појмом запреминске форме.

## Примери
- Ако је A затворен интервал , онда је његова мера Лебега једнака дужини b&minus;a. Отворени интервал (a, b) има исту меру, јер разлика између ова два скупа има меру нула.
- Ако је  Декартов производ интервала  и , онда се ради о правоугаонику, и његова мера Лебега је површина (b&minus;a)(d&minus;c).
- Канторов скуп је пример непребројивог скупа чија мера Лебега је једнака нули.

## Својства
Лебегова мера на  има следећа својства:
1. Ако је  Декартов производ интервала , онда је  Лебег мерљив, и {\displaystyle \lambda (A)=|I_{1}|\cdot |I_{2}|\cdots |I_{n}|.} Овде {\displaystyle |I|} означава дужину интервала I.
2. Ако је A дисјунктна унија коначно много или пребројиво много дисјунктних Лебег мерљивих скупова, онда је и сам скуп A Лебег мерљив и λ(A) је једнако збиру (односно суми реда уколико је број сабирака бесконачан) мера скупова који припадају унији.
3. Ако је  Лебег мерљив, онда је и његов комплемент Лебег мерљив.
4. за сваки Лебег мерљив скуп .
5. Ако су A и B Лебег мерљиви и A је подскуп од , онда је λ(A) ≤ λ(B). (последица тачака 2, 3 и 4.)
6. Пребројиве уније и пресеци Лебег мерљивих скупова су Лебег мерљиви.[1]
7. Ако је A отворен или затворен подскуп од  (или чак Борелов скуп), онда је  Лебег мерљив.
8. Ако је  Лебег мерљив скуп, онда је он „приближно отворен“ и „приближно затворен“ у смислу мере Лебега (видети: теорема регуларности за меру Лебега).
9. Мера Лебега је уједно и локално коначна и регуларна изнутра, па је она и Радонова мера.
10. Мера Лебега је строго позитивна на непразним отвореним скуповима, па је њен носач цео простор .
11. Ако је  Лебег мерљив скуп са λ(A) = 0 (скуп мере нула), онда је сваки подскуп од A такође скуп мере нула. А фортиори је сваки подскуп од A мерљив.
12. Ако је  Лебег мерљив и x је елемент од , онда је транслат скупа A за x, дефинисан као  такође Лебег мерљив и има исту меру као A.
13. Ако је  Лебег мерљив, и {\displaystyle \delta >0}, онда је дилатација {\displaystyle A} фактором {\displaystyle \delta }, дефинисана као {\displaystyle \delta A=\{\delta x:x\in A\}} такође Лебег мерљива и има меру {\displaystyle \delta ^{n}\lambda \,(A)}.
14. Општије, ако је T линеарна трансформација и A је мерљив подскуп од , онда је T(A) такође Лебег мерљив скуп и има меру {\displaystyle |\det(T)|\lambda (A)}.

Сви горњи искази се могу сумирати на следећи начин: 
Лебег мерљиви скупови граде σ-алгебру која садржи све производе интервала и λ је јединствена комплетна транслационо-инваријантна мера на тој σ-алгебри таква да је {\displaystyle \lambda ([0,1]\times [0,1]\times \cdots \times [0,1])=1.}
Лебег мера такође има својство да је σ-коначна.

## Нула скупови
Подскуп од  је нула скуп ако, за свако ε > 0, може да буде покривен помоћу пребројиво много производа интервала чији је укупна запремина највише ε. Сви пребројиви скупови су нула скупови.
Ако подскуп од  има Хаусдорфову димензију мању од n онда је он нула скуп у односу на n-димензиону Лебег меру. Овде је Хаусдорфова димензија у вези са еуклидском метриком на  (или било којом метриком која је са њом Липшиц-инваријантна). Са друге стране, скуп може да има тополошку димензију мању од n, а да има позитивну n-димензиону Лебег меру. Пример овога је Сми-Волтера-Канторов скуп чија је тополошка димензија 0 а ипак има позитивну 1-димензиону меру Лебега.
Како би се показало да је дати скуп A Лебег мерљив, обично се тражи згоднији скуп B, који се од A разликује само за нула скуп (у смислу да је симетрична разлика A&nbsp;&Delta;&nbsp;B&nbsp;=&nbsp;(A &minus; B)&nbsp;&cup;&nbsp;(B &minus; A) нула скуп) и онда се покаже да се B може генерисати коришћењем пребројивих унија и пресека отворених или затворених скупова (односно, да је B Борелов скуп). За сваки Лебег мерљив скуп постоји Борел мерљив скуп B такав да је A&nbsp;&Delta;&nbsp;B нула скуп.

## Конструкција мере Лебега
Модерну конструкцију мере Лебега засновану на спољашњим мерама, је дао Каратеодори.
Фиксира се {\displaystyle n\in \mathbb {N} }. Кутија у {\displaystyle \mathbb {R} ^{n}} је скуп облика {\displaystyle B=\prod _{i=1}^{n}[a_{i},b_{i}]}, где је {\displaystyle b_{i}\geq a_{i}}. Запремина {\displaystyle \operatorname {vol} (B)} ове кутије се дефинише као {\displaystyle \prod _{i=1}^{n}(b_{i}-a_{i}).}
За сваки подскуп A од , може се дефинисати његова спољашња мера {\displaystyle \lambda ^{*}(A)} као:
{\displaystyle \lambda ^{*}(A)=\inf {\Bigl \{}\sum _{j\in J}\operatorname {vol} (B_{j}):\{B_{j}:j\in J\}{\text{ je prebrojiva kolekcija kutija cija unija pokriva }}A{\Bigr \}}.}
Затим се дефинише да је скуп A Лебег мерљив ако 
{\displaystyle \lambda ^{*}(S)=\lambda ^{*}(S\cap A)+\lambda ^{*}(S-A)}
за све скупове {\displaystyle S\subset \mathbb {R} ^{n}}. Ови Лебег мерљиви скупови формирају σ-алгебру, и мера Лебега се дефинише на овој σ-алгебри као  за сваки Лебег мерљив скуп .
По Виталијевој теореми постоји подскуп реалних бројева R, такав да није Лебег мерљив. Важи и много више: ако је A било који подскуп од {\displaystyle \mathbb {R} ^{n}} позитивне мере, онда A има подскупове који нису Лебег мерљиви.

## Однос са другим мерама
Борелова мера је сагласна са мером Лебега на оним скуповима на којима је дефинисана; међутим, постоје много више Лебег мерљивих скупова него Борел мерљивих скупова. Прецизније, може се показати да је σ-алгебра Борел мерљивих скупова кардиналности c (кардиналност континуума), док је σ-алгебра Лебег мерљивих скупова строго веће кардиналности  (види Канторов дијагонални поступак). Борелова мера је транслационо-инваријантна, али није комплетна.
Мера Хара се може дефинисати на свакој локално компактној групи и представља уопштење мере Лебега (која представља меру Хара на  са структуром локално компактне групе у односу на сабирање).
Хаусдорфова мера (видети: Хаусдорфова димензија) је уопштење мере Лебега које је корисно за мерење подскупова од  димензија мањих од n, као што су подмногострукости на пример, површи или криве у R³. Не треба мешати Хаусдорфову меру и појам Хаусдорфове димензије.
Може се показати да не постоји аналогон мере Лебега у просторима бесконачне димензије.
Мера Лебега даје један појам „малих скупова“, наиме скупова мере нула, за које кажемо да су „мали“ у смислу теорије мере. Постоје и други појмови „малих скупова“, као што су, на пример пребројиво бесконачни скупови („мали“ у смислу кардиналности) или скупови прве категорије („мали“ у тополошком смислу Берове теорије категорија). Ови појмови нису увек компатибилни; на пример, интервал [0,1] се може представити као дисјунктна унија скупа прве категорије и скупа мере нула.

## Историја
Анри Лебег је ову меру описао 1901, а следеће године је описао Лебегову интеграцију. И један и други појам су објављени као део његове дисертације 1902.